# .jobs
.jobs je generička internetska domena. Dodjeljuje se isključivo web stranicama agencija za zapošljavanje kao i ostalim webstranicama koje sadrže informacije o zaposlenju. Uvjeti za zakup ove domene su strogi i domenu je nemoguće automatski zakupiti kao .com, što znači da je potrebno čekati na određena odobrenja. U upotrebi je od 2005. godine.

## Vanjske poveznice
- Popis najviših domena, na iana.org